# بخش سرداران
بخش سرداران، یکی از بخش‌های شهرستان نهبندان در استان خراسان جنوبی ایران است. مرکز این بخش، روستای دهک است.

## تقسیمات کشوری
- بخش سرداران
  - دهستان عربخانه
  - دهستان سهل‌آباد
  - دهستان سیدال

## جمعیت
بر پایه 
سرشماری عمومی نفوس و مسکن در سال ۱۳۹۵، جمعیت بخش سرداران برابر با ۸٬۱۶۰ نفر بوده است.